# Ángel Horta
Ángel Lesnay Horta López (Florida, 17 marzo 1984) è un calciatore cubano, difensore del Camagüey.